# Czermin (gemeente in powiat Mielecki)
De gemeente Czermin is een landgemeente in powiat Mielecki, in Subkarpaten.

## Sołectwa
- Breń Osuchowski
- Czermin
- Dąbrówka Osuchowska
- Łysaków
- Otałęż
- Szafranów
- Trzciana
- Wola Otałęska
- Ziempniów